# Teilleul
Teilleul é uma comuna francesa na região administrativa da Normandia, no departamento Mancha. Estende-se por uma área de 30,49 km². Em 2010 a comuna tinha 1 708 habitantes (densidade: 56 hab./km²).